# Sandbach Replica Cars
Sandbach Replica Cars war ein britischer Hersteller von Automobilen.

## Unternehmensgeschichte
Das Unternehmen aus Sandbach in der Grafschaft Cheshire begann 1983 mit dem Import aus den USA und wenig später mit der Produktion von Automobilen und Kits. Der Markenname lautete Sandbach. 1984 endete die Produktion. Insgesamt entstanden etwa sieben Fahrzeuge.

## Fahrzeuge
Alle Modelle basierten ursprünglich auf dem Fahrgestell vom VW Käfer und hatten dessen Vierzylinder-Boxermotor im Heck. Später entwarf Sandbach unter Verwendung von Teilen vom Vauxhall Chevette ein eigenes Fahrgestell mit Frontmotor. Verschiedene Motoren von Ford und Vauxhall standen zur Wahl.
Der Duke war die Nachbildung des S.S. 100. Der Saxon war dem Austin-Healey 3000 nachempfunden und sowohl als Roadster als auch als Coupé erhältlich. Der TD ähnelte dem MG TD.